# Arad-Temesvári Vasúttársaság
Die Arad-Temesvári Vasúttársaság (ATV; deutsch Arad-Temesvárer Eisenbahngesellschaft) war ein Eisenbahnunternehmen in Ungarn. Die einzige Strecke der Gesellschaft lag im Banat und führte von Arad nach Temesvár (heute: Timișoara). Im Jahr 1891 wurde die Gesellschaft verstaatlicht.

## Geschichte
Die ATV wurde 1868 mit Sitz in Budapest gegründet. Sie erhielt am 3. Dezember 1868 die Konzession für die Strecke von Arad nach Temesvár, die 1871 eröffnet wurde. Den Betrieb führte die Tisza vidéki vasút (Theiss-Eisenbahn) auf Rechnung der Gesellschaft.
Die Gesellschaft wurde 1891 verstaatlicht. Die Strecke der Gesellschaft wurde ins Netz der Ungarischen Staatsbahn (MAV) integriert.